# 洪淳學
洪 淳學（ホン・スンハク、朝鮮語: 홍순학、1980年9月19日 - ）は、大韓民国出身のサッカー選手。日本フットボールリーグ（JFL）・FC大阪所属。ポジションはミッドフィールダー。

## 経歴

### クラブ
培材高等学校、延世大学校を経て、2003年に同年よりKリーグに新規参入する大邱FCに加入、創設メンバーの1人となる。2004シーズンに18試合で6アシストを記録し、Kリーグアシスト王を受賞した。3シーズン在籍した大邱での通算成績は48試合出場3ゴール11アシスト。
2006年5月、オーストリアのグラーツァーAKに2年半の契約期間で加入。オーストリア・ブンデスリーガで3試合に出場した。
2007年3月、Kリーグの水原三星ブルーウィングスに移籍。2014年まで8シーズンにわたって在籍し、守備的ミッドフィールダーおよびサイドバックをこなした。水原ではKリーグに1回（2008年）、FAカップに2回（2009年、2010年）、サムスンハウゼンカップに1回（2008年）優勝し、通算成績は89試合出場2ゴール4アシスト。
2015年、Kリーグチャレンジの高陽Hi FCに移籍。
2016年、インドネシアのプルシジャ・ジャカルタに移籍。翌年、35歳以上の選手の保有は1クラブにつき2人までとするリーグ規則の影響で退団を余儀なくされる。2017年4月、PS TNIに移籍。
2018年7月、日本フットボールリーグ（JFL）のFC大阪に完全移籍で加入。

### 代表
東アジアサッカー選手権2005に参加する韓国代表のメンバーに選出され、2005年8月7日に行われた日本戦で81分から途中出場した。所属していた大邱FCにとってクラブ史上初の代表選手となった。